# Krabbesholm Højskole
Krabbesholm Højskole er en højskole på den gamle hovedgård Krabbesholm i Skive. Skolen har 4 fire linjefag; kunst, arkitektur, visuel kommunikation og design. 

## Historie
Skolen blev grundlagt i 1885, som Salling Højskole. I 1907 overtog højskolens ejere den lidt forsømte hovedgård og flyttede højskolen dertil.